# Chorisoneura elegantula
Chorisoneura elegantula es una especie de cucaracha del género Chorisoneura, familia Ectobiidae. Fue descrita científicamente por Hebard en 1926.
Habita en Surinam, Guayana Francesa y Brasil.